# Huvudvärk
Huvudvärk är en i dagligt tal välkänd term som avser smärta i huvudet eller ansiktet. Värk i nacken kan också beskrivas som huvudvärk. Plötslig huvudvärk kan vara ett akut sjukdomstecken.
I stort sett alla människor har erfarenhet av huvudvärk. I åldern 19-30 år drabbas mer än 90% av alla kvinnor och 75 % av alla män då och då av huvudvärk. Förekomsten avtar med åldern och efter 70 års ålder drabbas endast 50% av kvinnorna och 25% av männen (Hasselström m.fl. 2005).
Huvudvärk kan ha många orsaker. Tillfällig huvudvärk kan bland annat utlösas av spänningar, till exempel för att man gnisslar tänder eller biter ihop käkarna när man sover. Den kan också orsakas av synfel, förkylning, hormonsvängningar, sömnbrist, alkohol, rökning samt av för mycket kaffe, te eller läkemedel som innehåller koffein. I sällsynta fall kan det vara tecken på hjärnblödning och tumörer i huvudet.
När det gäller återkommande huvudvärk är de allra vanligaste orsakerna spänningshuvudvärk och migrän. Huvudvärken kan också ha psykologiska orsaker, till exempel stress, ängslan, oro eller depression (somatoformt smärtsyndrom).

## Diagnostik
För de så kallade primära huvudvärksformerna (se nedan) finns inga laboratorieprover eller undersökningsmetoder för att ställa rätt huvudvärksdiagnos. Den viktigaste informationen kommer från patientens beskrivning av sin huvudvärk och dess varaktighet, samtidiga symtom och utlösande faktorer. 
För att utesluta farliga orsaker till huvudvärk görs en medicinsk kroppslig undersökning. I vissa fall, särskild om patientens beskrivning eller den medicinska undersökningen ingett misstanke om farlig orsak till huvudvärken, görs kompletterande undersökningar, till exempel blodprover, datortomografi, magnetkameraundersökning eller lumbalpunktion. Den sammanlagda informationen ger oftast underlag för en specifik huvudvärksdiagnos - se nedan under klassifikation - som i sin tur kan användas för att avgöra vad som är rätt behandling.

## Klassifikation
För att förenkla diagnostik, behandling och forskning inom huvudvärkssjukdomar har The International Headache Society (IHS), en internationell organisation för huvudvärksspecialister, ställt upp en heltäckande klassifikation av olika former av huvudvärk med noggranna kriterier för respektive huvudvärksdiagnos. Den grundläggande indelningen sker mellan primära huvudvärksformer (de egentliga huvudvärkssjukdomarna) och sekundära huvudvärksformer som beror på annan sjukdom eller skada. Nedan följer huvudgrupperna i IHS-klassifikationen. Det finns undergrupper inom varje kategori.

### Primära huvudvärksformer
- Migrän

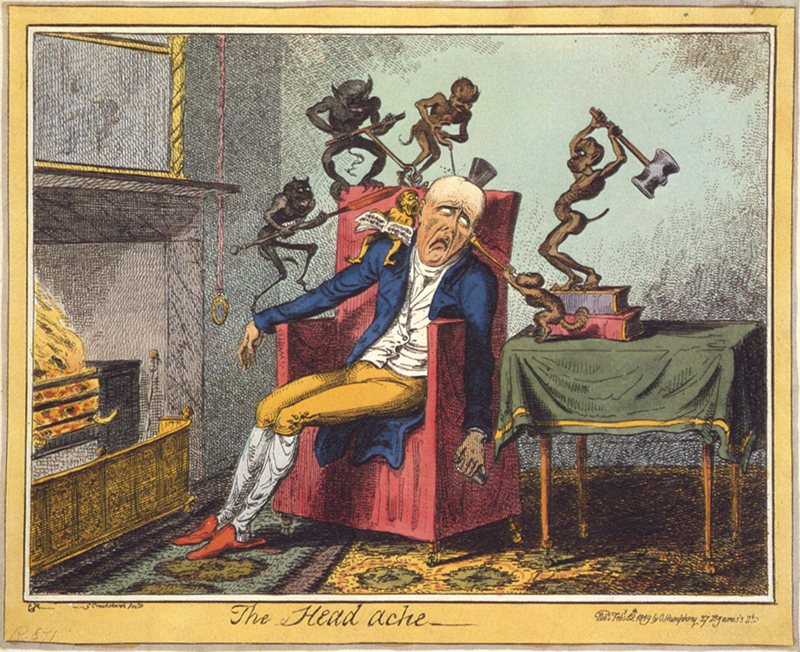
Huvudvärkskarikatyr

- Huvudvärk av spänningstyp, i dagligt tal mer känd som spänningshuvudvärk.
- Hortons huvudvärk och kronisk paroxysmal hemikrani
- Övriga huvudvärksformer utan strukturella lesioner. Här ingår bland annat köldprovocerad huvudvärk, godartad ansträngningsutlöst huvudvärk och huvudvärk i samband med sexuell aktivitet.

### Sekundära huvudvärksformer
- Huvudvärk associerad med trauma mot huvudet. Här ingår till exempel huvudvärk efter hjärnskakning.
- Huvudvärk associerad med vaskulär sjukdom. Här ingår huvudvärk beroende på stroke, temporalisarterit med mera.
- Huvudvärk associerad med icke-vaskulär intrakraniell sjukdom. Huvudvärk orsakad av hydrocefalus, hjärntumör, hjärnhinneinflammation med mera.
- Huvudvärk associerad med substanser eller utsättande av substanser. Huvudvärk kan bland annat bero på nitrater, bakfylla eller abstinens efter koffein.
- Huvudvärk associerad med icke-kraniell infektion. Huvudvärk vid virusinfektion eller bakteriell infektion.
- Huvudvärk associerad med metabolisk störning. Till exempel höghöjdshuvudvärk och lågt blodsocker.
- Huvudvärk eller ansiktssmärta associerad med sjukdom i kranium, nacke, ögon, öron, näsa, bihålor, tänder, munhåla eller andra ansikts- eller kraniella strukturer. Exempel är grön starr och bihåleinflammation.
- Kraniella neuralgier, nervstamssmärta och deafferenteringssmärta. Viktigast är trigeminusneuralgi.
- Icke klassificerbar huvudvärk. Det som inte passar in i ovanstående kategorier.

## Folkmedicin
Enligt äldre svensk folkmedicin kunde man förebygga huvudvärk genom att på våren lukta på de första myrorna man såg. Ringar i öronen ansågs också vara ett bra skydd mot huvudvärk. Det ansågs att om man fick huvudvärk så hade hjässan fallit ned och det åtgärdades genom att dra kraftigt i en hårtofs mitt på huvudet. Andra botemedel var olika typer av förband, men också åderlåtning och behandling med iglar. I Gästrikland påstods det att huvudvärk botades genom att man satte sig med ändan bar i en snödriva.